# De Eendragt (Kaatsheuvel)
De Eendragt is een windmolen in Kaatsheuvel in Noord-Brabant. De molen staat op een partycomplex aan de Zuidhollandsedijk.
Het is een ronde stenen stellingmolen uit 1870. De molen heeft tot 1952 op windkracht gemalen. Daarna is nog een tijdlang op motorkracht in de molen gemalen. In 1967 is de molen verkocht en als winkel in gebruik genomen. Later werden er feesten in georganiseerd. In 1987 is een wiekenkruis op de molen geplaatst, nadat deze in de jaren 70 van zijn wieken ontdaan was. Door de slechte staat van onderhoud staat De Eendragt alweer enige jaren stil.